# Baculites
Baculites – rodzaj amonitów z grupy Ammonitida, z rodziny Baculitidae.
Żył w okresie kredy (turon – mastrycht). Budowa aparatu gębowego i odnalezione wewnątrz niego skamieniałości sugerują, że Baculites żywił się planktonem.